# Corian (DuPont)

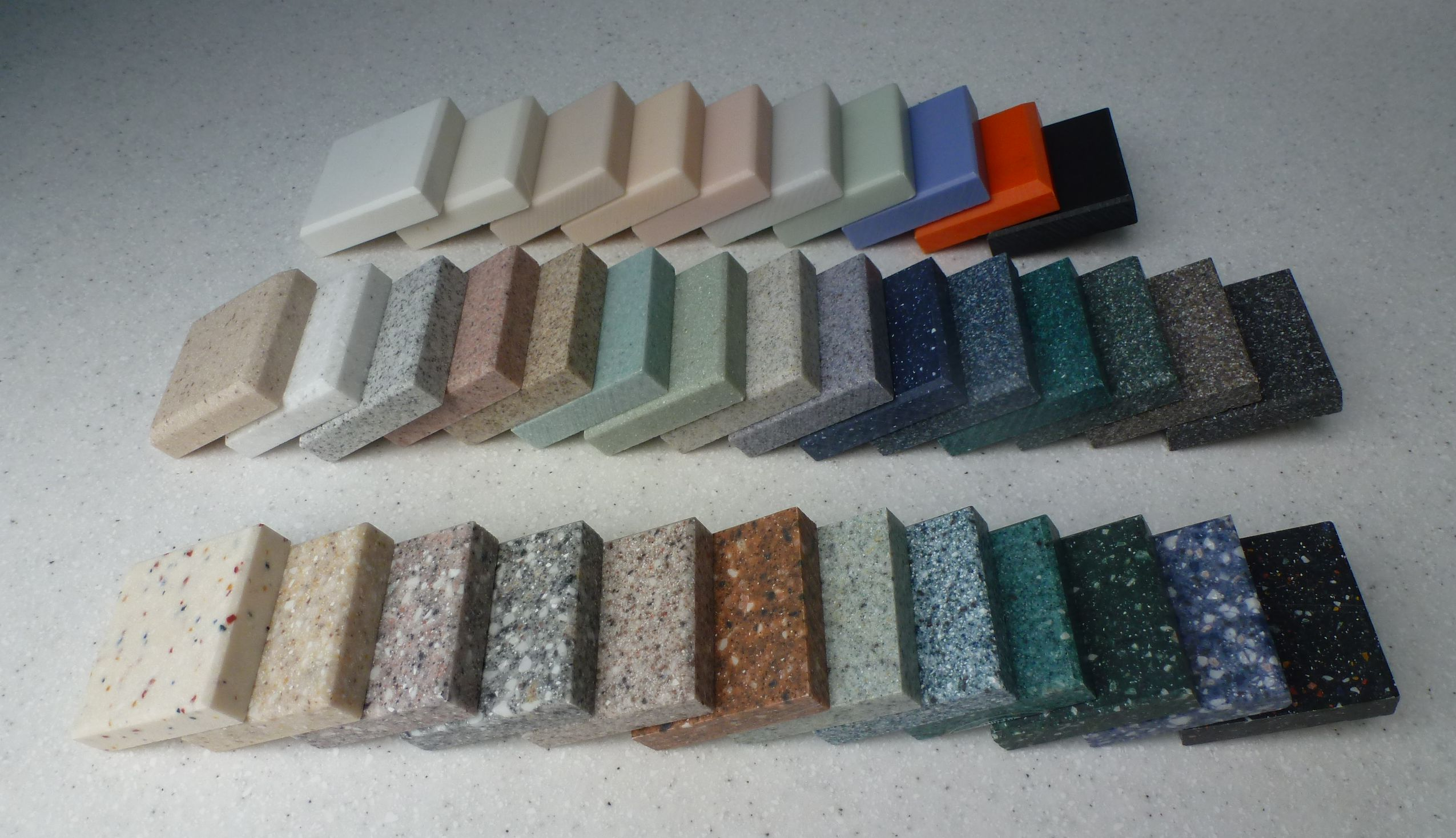
Verschiedene Muster- und Farbproben von Corian auf hellem Corian-Untergrund

Corian ist der Markenname eines mineralisch-organischen Verbundwerkstoffs (Acrylstein) der Firma DuPont, der 1967 in den Markt eingeführt wurde.

## Material und Verarbeitungseigenschaften
Das Material besteht zu etwa 66 % seines Gewichts aus Gibbsit (einer aus Bauxit gewonnenen Modifikation von Aluminiumhydroxid), etwa 33 % aus Polymethylmethacrylat (PMMA) sowie aus Katalysatoren und anderen Härtungsmitteln. Es ist durchgehend gefärbt oder mit Farbpigmenten versehen und in 83 Farben erhältlich.
Äußerlich ähnelt es Marmor, weist jedoch eine geschlossenere Oberflächenbeschaffenheit, eine geringere Wärmeleitfähigkeit – Corian: 0,769 W / (m · K) (ähnlich wie Glas), Marmor: 2,8 W / (m · K) – und Resistenz gegen verdünnte Säuren auf. Anders als Marmor kann man Corian mit Holzbearbeitungswerkzeugen fräsen und schneiden, aber auch dreidimensional thermisch verformen und fugenlos verbinden, was bei seiner hauptsächlichen Verarbeitung im Sanitärbereich (z. B. direkt in die Ablageoberfläche integrierte, übergangslose Waschbecken), in Küchen, Labors und Operationsräumen (fugenlose Arbeitsoberflächen zur Vermeidung mikrobiell verunreinigter Schmutzablagerungen) eingesetzt wird. Geschäfts- und Verkaufsräume lassen sich durch Wärmeverformung des Materials und entsprechende Farbwahl oder Intarsienarbeit (Firmenlogos etc.) individuell gestalten. Bei der Herstellung von Schmuckstücken und Gebrauchsgegenständen wird Corian mit Holz, Metallen oder anderen Kunststoffen verklebt.

## Design, Architektur und künstlerische Verwendung

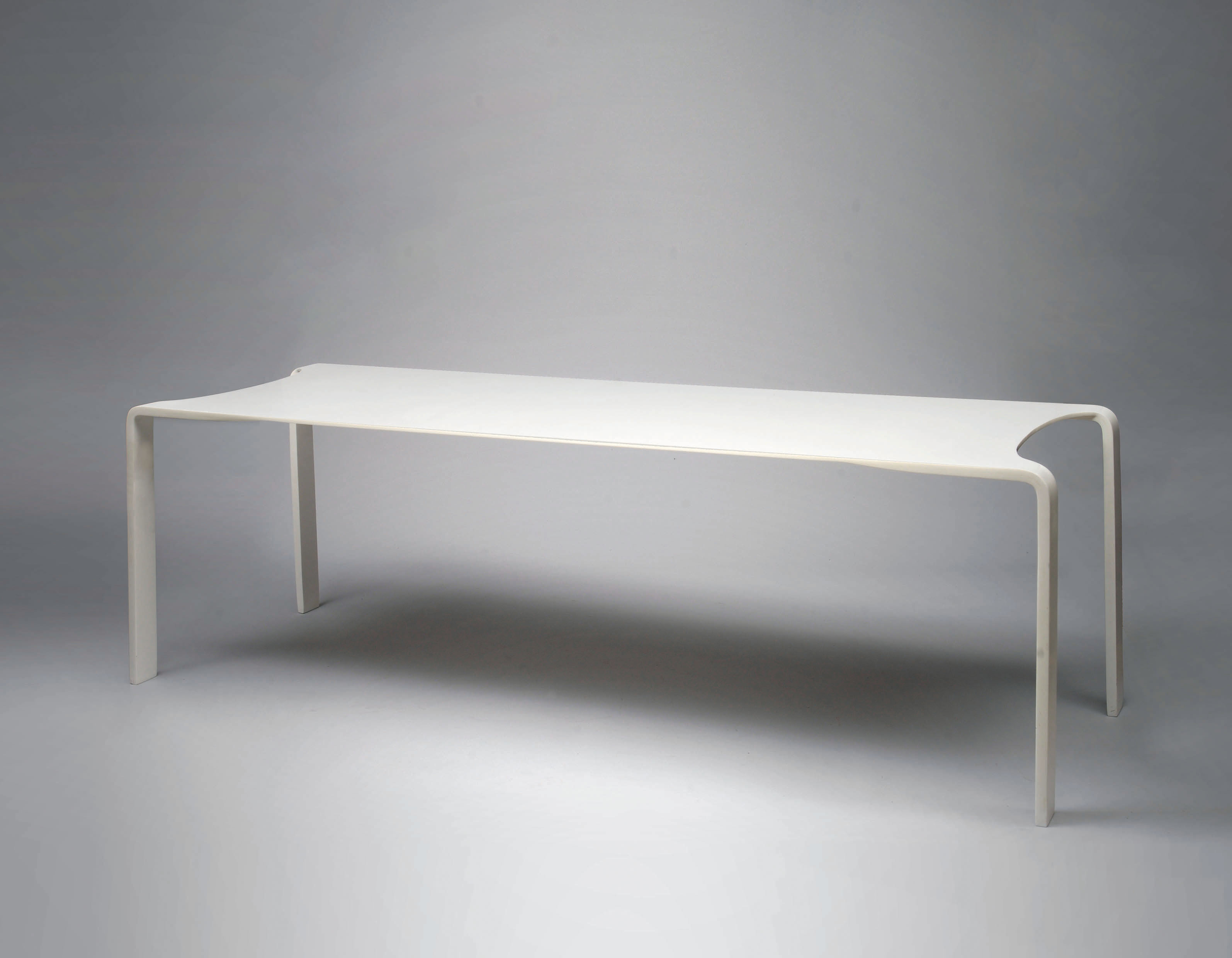
Walking Table aus Corian (2007)

Neben der rein funktionellen Verarbeitung erlaubt der Werkstoff auch die künstlerische Gestaltung von Gebrauchsgegenständen. Industriedesigner wie Ross Lovegrove, Ingo Maurer, Philippe Starck, Jean Nouvel, Yves Béhar, Rosita Missoni und die Architektin Zaha Hadid haben Gebrauchsgegenstände und Applikationen aus Corian gestaltet. Zur Entwicklung weiterer Entwürfe unterhält DuPont Design-Studios in Mailand, New York, Philadelphia und Shanghai. Als Beispiel kann die Fassadenverkleidung des Seeko’o Hotel in Bordeaux 2007 dienen.
Studenten der Philadelphia University, College of Design, verwendeten Corian zum Entwurf von Gebrauchs- und Einrichtungsgegenständen, die im Herbst 2010 im Philadelphia Center for Architecture ausgestellt wurden.
Bei der künstlerischen Gestaltung reicht das Spektrum der Anwendungen von den Erinnerungsplaketten des Birmingham Walk of Stars (dessen erster Preisträger Ozzy Osbourne im Jahr 2007 war) über Kirchenaltare und speziell gestaltete Kreuze (vor allem in den USA) bis zu den gravierten blumenartigen Wandornamenten im restaurierten Ausstellungsraum Le Premier Versailles – Séjour de Fête et de Plaisirs (1624–1668) des Chateau de Versailles.

## Vergleichbares Verbundmaterial
Ein Corian in Zusammensetzung und Verarbeitungseigenschaften vergleichbares Verbundmaterial sind HI-MACS von LG Hausys, das aus 75 % Bauxit und 25 % Polyacrylat besteht, Staron von Samsung SDI, Hanex von Hanwha L&C oder K Stone von Knief & Co mit ähnlicher Zusammensetzung. Die Anwendungsbereiche sind die Gleichen wie bei Corian.